# Corlățel
Corlățel è un comune della Romania di 1499 abitanti, ubicato nel distretto di Mehedinți, nella regione storica dell'Oltenia. 
Il comune è formato dall'unione di 2 villaggi: Corlățel e Valea Anilor.